# ゲリラオープンアクセス宣言

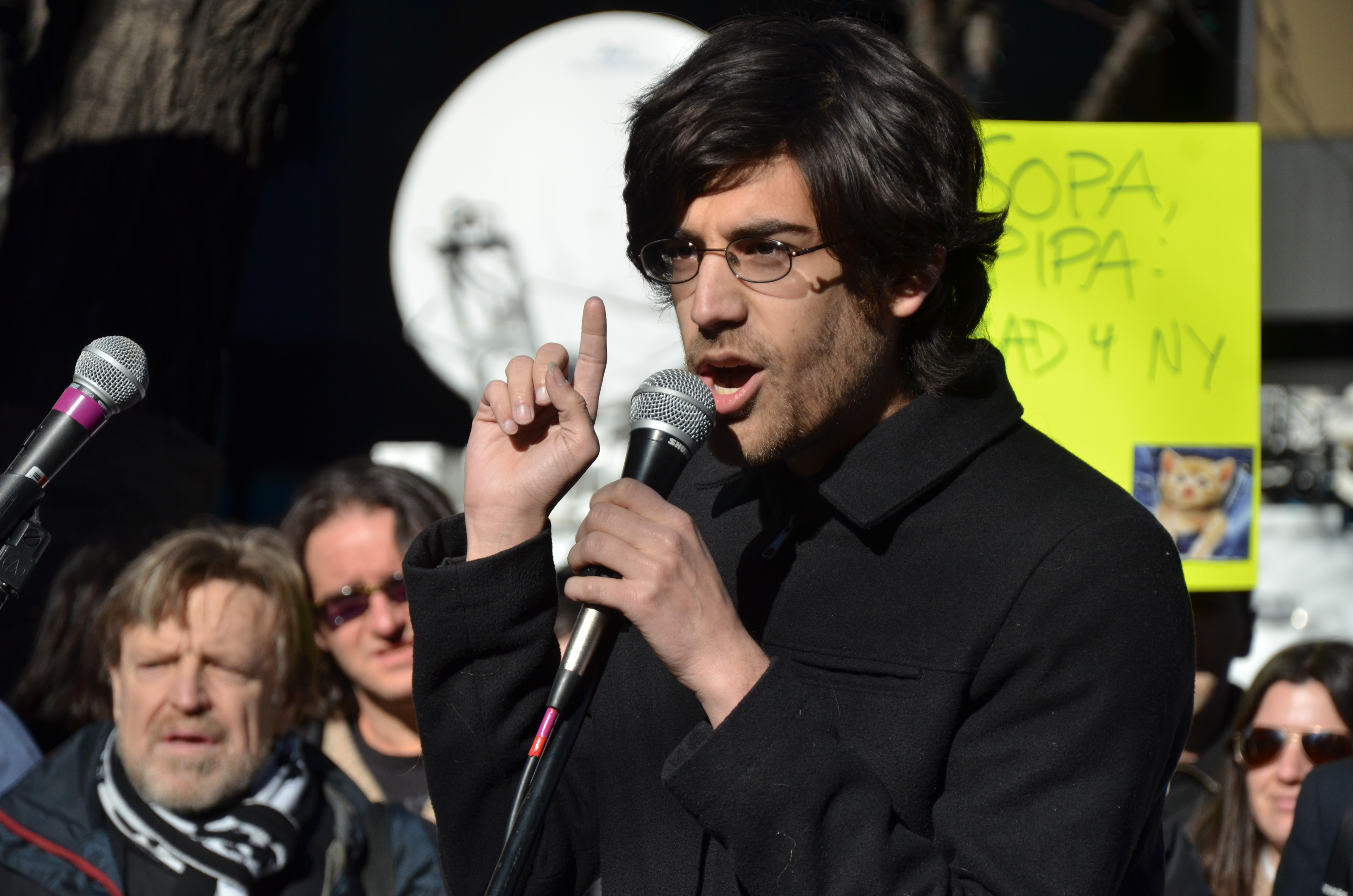
ゲリラオープンアクセス宣言を公開したアーロン・スワーツ

『ゲリラオープンアクセス宣言』（ゲリラオープンアクセスせんげん、英: Guerilla Open Access Manifesto）は、2008年にアーロン・スワーツによって主に作成・公開され、オープンアクセス運動の目標を達成するために、市民的不服従、知識の再配布を制限する著作権や契約の意図的な違反、そして法的にグレーゾーンにある行為を通じた越境的なアプローチを主張する文書である。
この宣言が掲げるオープンアクセス運動の目標には、科学研究の出版物やその他のデータへの一般大衆のアクセスを妨げる障壁やペイウォールの除去が含まれている。オープンアクセス運動の大部分は、新たなオープンアクセス出版社の立ち上げ、従来の出版社との協力によるオープンアクセス化、そして論文を執筆・編集する研究者の組織化などに焦点を当ててきたが、これらは主に将来の出版物のアクセスに影響を与えるものである。これに対し、この宣言は現在の著作権保有者によってオープンアクセスとして公開される可能性が低い既存の独占的な論文やデータに主に関心を向けている。
この宣言は、2008年に図書館関係者の会合で書かれたと見られており、その後スワーツの個人ブログに掲載された。この文書の著者は広くスワーツとされているが、彼がこのマニフェストの執筆にどの程度関与したか、また数年後においてどの程度まで彼の見解を反映していたかは、数年後に起きたアメリカ合衆国対スワーツ事件の法的訴訟において争点となった。米国政府の検察は、スワーツがJSTORから大量の論文をダウンロードし、それらを公に無料で公開しようとした動機をこの宣言に結び付けようとし、とりわけ「科学誌をダウンロードし、ファイル共有ネットワークにアップロードせねばならない。」という文末近くの一文を根拠として用いた。

## 背景と文脈
ゲリラオープンアクセス宣言の公開以前から、スワーツはオープンソースソフトウェア運動、フリーカルチャー運動、オープンアクセス運動などに積極的に関与しており、例えばクリエイティブ・コモンズの初期の貢献者として活動していた。同団体は、著作権で保護されているさまざまな素材に対するオープンアクセスを保証するためのウェブ組織である。また彼は、すべての書籍に関する情報を網羅するオンライン図書館の構築を目指すOpen Libraryへの初期のプログラミング貢献でも知られている。ゲリラオープンアクセス宣言を公開する数か月前の2008年、スワーツはPACERという連邦裁判所の電子文書システムから数千件に及ぶ文書を抽出し、それらを無料で一般公開する活動にも取り組んでいた。

## 内容の分析
ゲリラオープンアクセス宣言は「情報は力である」（Information is Power）という言葉で始まり、知識へのアクセスは人権であると主張している。科学的および学術的な研究成果のオンラインでの利用可能性に焦点を当て、学術成果を広く公開し、アクセス障壁を取り除くことの重要性を論じている。また、情報へのアクセス制限を学術界および世界全体が直面する深刻な問題として特定し、ペイウォールをもたらした著作権法、ならびにそれを支持する立法を促進してきた企業の影響力と貪欲さを批判している。さらに、特定の出版社名（リード・エルゼビア）も挙げられており、同社が扱う多くの分野の記事がペイウォールの背後に隠されていることを非倫理的であるとして非難している。ゲリラオープンアクセス宣言は、オープンアクセス運動の目標の一つとして、学者が自身の研究を広く一般に公開できるようにすることを掲げており、こうした制約によって妨げられるべきではないと訴えている。さらに、情報リポジトリへのアクセスが可能か否かを左右する特権の役割についても言及しており、情報へのアクセスにおける格差を生む社会経済的な分断の存在に注意を促している。この宣言は行動を呼びかける文書としての性格を持ち、学術情報をオンラインで広く公開することは道徳的な義務であると主張している。そのために、オープンアクセスの支持者が市民的不服従に参加し、学術的成果を広く公開するためには著作権法の違反も容認すべきであると主張している。

## 影響と波紋
ゲリラオープンアクセス宣言は、アメリカ合衆国対スワーツ事件において重要な役割を果たした。同事件では、アメリカ政府はアーロン・スワーツがMITの開放されたコンピュータネットワークを通じて、JSTORの学術論文保存システムから大量の学術論文をダウンロードしたことにより、連邦法に違反したと主張した。2013年、アメリカ合衆国シークレットサービスはスワーツに関する約1万5000ページに及ぶファイルの一部を公開し、彼の自宅の捜査や、宣言における「人権」への応用に関する尋問の詳細を記録していた。スワーツは、起訴内容が有罪となれば最大50年の懲役に直面しており、2013年に自殺するまで捜査が継続していた。

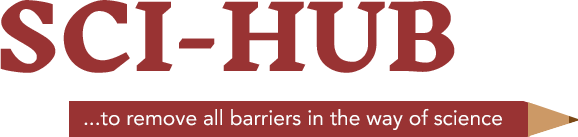
スワーツの宣言に触発されてアレクサンドラ・エルバキアンが創設したオンラインリポジトリ「Sci-Hub」

一部の活動家は、スワーツが宣言の中で掲げた具体的な目標を達成できなかったと主張している。スワーツが入手したJSTORのコレクションは、一般に公開されることはなかった。さらに、他のオープンアクセス活動家たちは、宣言の中で呼びかけた違法行為は運動の目的に対して逆効果であると批判している。一般的に、オープンアクセスのアプローチは、合法的な手段による学術情報の解放を唱えてきた。ゲリラオープンアクセス運動の批判者の中には市民的不服従を支持する者もいるが、宣言で提唱された特定の戦術には賛同せず、変革の責任は政策立案者と科学者にあると考えている。
しかしながら、スワーツが宣言を通じて提起した象徴的な理念は、他の者たちがオープンアクセス運動の旗を引き継ぐきっかけとなった。今日では、多くのサイトがかつてのペイウォールを撤廃し、オープンアクセス活動家たちの働きかけにより自由にアクセスできるようになっている。そのような活動家の一人であるアレクサンドラ・エルバキアンは、スワーツの使命をさらに推し進め、7400万以上の学術雑誌記事に無料でアクセス可能なオンラインリポジトリ「Sci-Hub」を開設した。エルバキアンは、逸脱的かつ違法な手法を採ることから、ゲリラオープンアクセス（英: Guerilla Open Access, GOA）活動家と位置づけられている。

## 宣言の日本語訳
情報は力である。しかし、あらゆる力と同様に、それを独占しようとする者たちが存在する。世界中の科学的および文化的遺産のすべては、何世紀にもわたり書籍や学術誌にて発表されてきたが、それらはますますデジタル化され、少数の私企業によって封じ込められている。科学でもっとも有名な成果を含む論文を読みたい？それならリード・エルゼビアのような出版社に莫大な金を払わなければならない。

これを変えようと闘っている者たちがいる。オープンアクセス運動は、科学者たちが著作権を放棄するのではなく、その成果を誰でもアクセス可能な条件でインターネット上に公開するように努めてきた。しかし、 たとえ最良の場合でも、その成果はこれから発表されるものにしか適用されない。これまでのすべては失われることになる。
それはあまりに大きな代償である。学者が同僚の研究を読むために金を払わねばならないのか？図書館全体をスキャンしておきながら、それを読むことが許されるのはGoogleの社員だけなのか？第一世界のエリート大学の者には科学論文を提供しながら、グローバル・サウスの子どもたちには提供しないのか？それは憤慨すべきことであり、容認できない。
「同意する」多くの人が言う。「だが私たちに何ができる？企業が著作権を持ち、アクセスに対して金を取る。これは完全に合法だ――私たちには止める手段がない」と。しかし私たちにできることはあるし、すでに行われていることでもある。私たちは反撃できるのだ。
これらのリソースにアクセスできる者たち――学生、図書館員、科学者たち――君たちは特権を与えられている。知識の饗宴にありつけるのは君たちだけであり、世界の大多数は締め出されている。しかし、君たちはこの特権を自分たちだけのものにしてはならない――倫理的に見ても、それは許されない。君たちには世界と共有する義務がある。そして君たちはそうしてきた――同僚とパスワードを共有し、友人のダウンロード要求に応じてきた。
その一方で、締め出された者たちも黙ってはいなかった。君たちは抜け道を見つけ、塀を乗り越え、出版社に封じ込められた情報を解放し、それを友人と共有してきた。
だが、これらの行動は闇の中で、地下で行われている。それは「盗み」あるいは「海賊版」と呼ばれ、知識の富を共有することが、まるで船を略奪し乗組員を殺すことと道徳的に同等であるかのように扱われている。しかし、共有は非道徳的な行為ではない――それは道徳的義務である。友人にコピーを作らせまいとするのは、欲に目がくらんだ者だけである。
大企業は、もちろん、欲に目がくらんでいる。彼らが操作する法制度がそれを義務づけている――それ以下のことをすれば株主が反乱を起こす。そして彼らに買収された政治家たちは、コピーの権利を独占的に企業に与える法律を通過させて支援している。
不正な法律に従うことに正義はない。光の中に出て、市民的不服従という偉大な伝統に則り、この公的文化の私物化という窃盗行為に反対を表明する時が来た。
情報がどこに保存されていようとも、それを取り出してコピーし、世界と共有せねばならない。著作権が切れた資料を収集し、アーカイブに加えねばならない。秘密のデータベースを買い取り、それをウェブに公開せねばならない。科学誌をダウンロードし、ファイル共有ネットワークにアップロードせねばならない。ゲリラオープンアクセスのために闘わねばならない。
十分な数の人々が世界中で行動すれば、知識の私有化に反対する強いメッセージを送るだけでなく、それを過去のものとすることができる。
君も加わらないか？
アーロン・スワーツ
2008年7月、イタリア・エレモ
出典: